# Beleg van Dorostolon
Het Beleg van Dorostolon was een deel van de Roes-Byzantijnse oorlogen en de Byzantijns-Bulgaarse oorlogen en vond plaats in 971.

## Achtergrond
In 967 viel Svjatoslav I op verzoek van Byzantium de Bulgaren aan, maar tegen de afspraak in weigerde Svjatoslav zijn veroveringen in Bulgarije af te staan aan Byzantium. Svjatoslav werd overmoedig en trok met enorme troepenmacht richting Constantinopel, ter hoogte van Arcadiopolis werd hij tot staan gebracht. Na het verlies eindigden de Petsjenegen hun bondgenootschap met de Roes. Svjatoslav trok zich terug in het fort van Dorostolon. Dit is het huidige Silistra in het noorden van Bulgarije.

## Beleg
Onder de leiding van de keizer Johannes I Tzimiskes omsingelden de Byzantijnen het fort. In het begin waren er hevige schermutselingen in een poging de omsingeling te doorbreken, maar na verloop van tijd nam het gebrek aan water en voedsel toe. Na een beleg van 65 dagen waren de Roes verplicht  zich over te geven. Svjatoslav en zijn manschappen kregen een vrije aftocht op voorwaarde, dat zij het Bulgaarse Rijk definitief zouden verlaten. Tot  grote verbazing van de Byzantijnen bevonden zich heel wat vrouwen onder de strijdkrachten van de Roes.

## Vervolg
Johannes I Tzimiskes veroverde de hoofdstad van het Bulgaarse Rijk, Veliki Preslav, en zette tsaar Boris II van Bulgarije en zijn broer Roman gevangen. Later liet hij Petsjeneegse huurlingen Svjatoslav ombrengen.